# Girisha Nagarajegowda
Girisha Hosanagara Nagarajegowda (26 de enero de 1988) es un deportista indio que compitió en atletismo adaptado. Ganó una medalla de plata en los Juegos Paralímpicos de Londres 2012 en la prueba de salto de altura (clase F42).

## Palmarés internacional
| Juegos Paralímpicos | Juegos Paralímpicos   | Juegos Paralímpicos | Juegos Paralímpicos |
| Año                 | Lugar                 | Medalla             | Prueba              |
| ------------------- | --------------------- | ------------------- | ------------------- |
| 2012                | Londres (Reino Unido) | Medalla de plata    | Salto de altura F42 |